# Mårktjärnen
Mårktjärnen är en sjö i Norsjö kommun i Västerbotten och ingår i Skellefteälvens huvudavrinningsområde. Sjön har en area på 0,0296 kvadratkilometer och ligger 293 meter över havet.

## Delavrinningsområde
Mårktjärnen ingår i det delavrinningsområde (721033-165981) som SMHI kallar för Utloppet av Stor-Kvammarn. Medelhöjden är 328 meter över havet och ytan är 55,66 kvadratkilometer. Räknas de 7 avrinningsområdena uppströms in blir den ackumulerade arean 158,02 kvadratkilometer. Norsjöån (Holmträskån) som avvattnar avrinningsområdet har biflödesordning 3, vilket innebär att vattnet flödar genom totalt 3 vattendrag innan det når havet efter 113 kilometer. Avrinningsområdet består mestadels av skog (63 procent). Avrinningsområdet har 11,05 kvadratkilometer vattenytor vilket ger det en sjöprocent på 19,8 procent.